# 圣米格尔村
圣米格尔村（西班牙語：Aldea de San Miguel）是西班牙卡斯蒂利亚-莱昂巴利亚多利德省的一个市镇。总面积20平方公里，总人口219人（2001年），人口密度11人/平方公里。